# Phare de Kristiina
Le phare de Kristiina (en finnois : Kristiina majakka) est un phare situé en mer dans le golfe de Botnie, au large de la municipalité et port de Kristinestad, en Ostrobotnie (Finlande).

## Histoire
Ce phare moderne, mis en service en 1991, se trouve sur un banc de sable à environ 12 km au sud-ouest du port de Kristinestad, aussi connu par son nom finlandais Kristiina.
Il fonctionne à l'énergie solaire et éolien. C'est un pylone de 60 tonnes arrimé à une fondation immergée en béton armée.

## Description
Le phare  est une tour cylindrique en acier de 24 mètres de haut. Le local technique conique se trouve à la base de la colonne et la lumière se trouve sous la plate-forme pour hélicoptère. La tour est peinte en blanc sur sa moitié inférieure et noire en supérieur. Il émet, à une hauteur focale de 23 mètres, deux éclats blancs  toutes les 20 secondes. Sa portée nominale est de 12 milles nautiques (environ 22 km).
Identifiant : ARLHS : FIN-023 - Amirauté : C4328.2 - NGA : 17663 .

### Lien connexe
- Liste des phares de Finlande